# Panorpa sibirica
Panorpa sibirica is een insect uit de orde van de schorpioenvliegen (Mecoptera), familie van de schorpioenvliegen (Panorpidae). De wetenschappelijke naam van de soort is voor het eerst geldig gepubliceerd door Esben-Petersen in 1915.
De soort komt voor in het zuidoosten van Rusland.